# ویلیام بیتس (بازیکن کریکت)
ویلیام بیتس (انگلیسی: William Bates; ۵ مارس ۱۸۸۴ – ۱۷ ژانویهٔ ۱۹۵۷) بازیکن کریکت، و بازیکن فوتبال اهل بریتانیا بود.
از باشگاه‌هایی که در آن بازی کرده‌است می‌توان به باشگاه فوتبال بولتون واندررز اشاره کرد.